# Тетовско кале
Тетовското кале или Хисар (на македонска литературна норма: Тетовско Кале, Исар) е крепост и важен археологически обект, който се намира на върха на Балтепе, непосредствено над град Тетово (на 2 km от градския център), в Шар, Република Македония.
Андрей Стоянов, учителствал в Тетово от 1886 до 1894 година, пише:
| „ | Десетина минути отъ Ласце, на самия върхъ на Балъ Тепе, има развалини отъ крѣпость, правена отъ тетовския мутесарифъ Абдулъ Рахманъ паша прѣди 80 години. На тая крѣпость сѫ работили въ продължение на 20 години и на времето тя е била чудесна. Разсипванието на крѣпостьта послѣдвало веднага подиръ направванието и́, защото тогава Абдулъ Рахманъ паша билъ повиканъ въ Цариградъ, отъ дѣто не се върналъ въ Тетово. Днесъ това мѣсто е извѣстно тука подъ име „калето“ и вѫтрѣ въ него сѫ развалинитѣ на монастира Св. Атанасий. | “ |

Калето е разположено върху по-малка скалиста височинка със стръмни страни, която се издига над десния бряг на река Пена. На върха има заравнено плато към юг, с формата на триъгълник с размери от 180 х 130 m и площ от около 1 ha, цялото обиколено от останки от късноантични крепостни стени.
Най-старите останки от стените на крепостта са големи блокове от варовик, правилно дялани, които са датирани от IV-III век преди н.е. Предполага се, че на основата на тези стени са били построени нови стени, твърдо изградени от ломен камък и хоросан. Крепостта е била възстановена през Средновековието и по-късно в турския период в 1820 г. от Абдурахман паша Тетовски. Той построява наново крепостта като обширно укрепление на хълма Балтепе. В крепостта са конакът на пашата, голяма трапезария, кухня с няколко огнища, тъмница и кладенец. Преди това на мястото на калето има църква „Свети Атанасий“. Според някои източници още бащата на Абдураман паша Реджеп паша започва изграждането на крепостта.
В южния край на градището е открит голям брой фрагменти от съдове от елинската и късноантичната епоха. На същото място са открити големи каменни останки и ранновизантийски монети. Смята се, че местността е била населена от късноантичната епоха до Средновековието. Предполага се, че именно селище в тази местност се споменава от Тит Ливий във връзка с нападението на крал Персей Македонски в 169 година пр.н.е. Днес самата твърдина е основна историческа забележителност на Тетово.
Крепостта претърпява големи щети по време на военния конфликт в Република Македония в 2001 година.